# Adolf Heyduk
Adolf Heyduk (1835-1923) va ésser un distingit poeta i escriptor txec. Molts dels seus poemes van ser adaptats després per Antonín Dvořák.